# Lina Khan
Lina M. Khan (Londra, 3 marzo 1989) è una giurista statunitense, specializzata nelle leggi Antitrust. Dal giugno 2021 presidente della Federal Trade Commission degli Stati Uniti sotto l'amministrazione Biden. È anche professore associato di legge alla Columbia Law School.

## Biografia
Khan è nata a Londra nel 1989 da genitori pakistani. Si trasferì con loro negli Stati Uniti quando aveva 11 anni. Nel 2010 si è laureata al Williams College, dove ha scritto la sua tesi su Hannah Arendt. È stata anche redattrice del giornale studentesco della Williams.
Dopo la laurea è andata a lavorare presso la New America Foundation, dove ha fatto ricerche sull'anti-monopolio per l'Open Markets Program. Ha conseguito un Juris Doctor presso la Yale Law School nel 2017, dove ha lavorato come redattrice dello Yale Journal on Regulation.

### L'Antitrust Paradox di Amazon
Mentre era ancora studentessa di legge alla Yale University, è diventata una figura pubblica nel 2017 quando il suo articolo su Yale Law Journal - "Amazon's Antitrust Paradox" - ha avuto un impatto significativo negli ambienti legali e commerciali americani. Il New York Times lo descrisse come "una refrazione di decenni di legge sul monopolio".
Nell'articolo, evidenzia l'impatto dell'evoluzione del quadro legislativo antitrust degli Stati Uniti. Prima degli anni '80, le misure antitrust garantivano il mantenimento di una concorrenza leale in tutti i settori e diffidavano delle imprese che realizzavano l'integrazione verticale, attraverso il controllo diretto o indiretto dell'intero processo, dallo sviluppo dei prodotti alla loro distribuzione. Dagli anni '80, questi meccanismi antitrust si sono evoluti, sotto l'influenza delle teorie di Robert Bork prese dall'amministrazione Reagan. Ora si concentrano principalmente sul mantenimento dei prezzi al consumo bassi (cosa che fa Amazon) senza tenere conto degli effetti a medio termine della posizione dominante di un'azienda sul suo mercato, bloccando la competitività. In questo articolo nota anche l'influenza di Amazon sulle politiche pubbliche, il suo uso di posti di lavoro precari e mal pagati e i vantaggi fiscali che questa azienda è riuscita a ottenere, impedendo ora ai suoi concorrenti di giocare a parità di condizioni.

### Open Market Institute
Dopo aver completato gli studi, ha lavorato come direttrice della politica legale presso l'Open Markets Institute, un think tank collegato al think tank New America. A seguito di una pubblicazione di Lina Khan e del suo team sulla posizione troppo dominante di Google sul mercato, questo motore di ricerca non avrebbe esitato ad esercitare pressioni sulla Nuova America che si è poi separata dall'Open Markets Institute, costringendolo a strutturarsi in un'organizzazione indipendente. Nel 2018, è diventata membro legale della Federal Trade Commission (FTC), l'autorità di regolamentazione statunitense per la protezione dei consumatori. L'FTC prenderà in considerazione la possibilità di proporre modifiche alle leggi contro la concentrazione societaria.

### Presidente della Federal Trade Commission (FTC)
Il 22 marzo 2021, il presidente Joe Biden ha annunciato che avrebbe nominato Khan commissario della Federal Trade Commission. Il 15 giugno 2021, la sua nomina è stata confermata dal Senato con un voto di 69 contro 28. Khan è stata confermata con il sostegno bipartisan, principalmente attribuito alle sue "influenti opinioni anti-amazon" ampiamente riflessa dai membri del Congresso. Dopo essere entrata in carica, Khan è diventata la terza asiatica americana a prestare servizio nella FTC, dopo Dennis Yao (dal 1991 al 1994) e il suo ex capo Rohit Chopra.

#### Richiesta di ricusazione
Dopo la sua nomina a presidente, sia Amazon che Facebook hanno presentato petizioni alla FTC chiedendo la sua ricusazione dalle indagini sulle società, suggerendo che le sue critiche passate alle società non l'hanno lasciata incapace di essere imparziale. Tuttavia, secondo la studiosa di diritto Eleanor Fox, lo standard per la ricusazione è molto alto ed è improbabile che venga soddisfatto per Khan. La senatrice Elizabeth Warren e altri sostenitori di Khan hanno sostenuto che le richieste di ricusazione equivalgono a un tentativo da parte di queste società di intimidire Khan al fine di ridurre il controllo normativo.

## Vita privata
Khan è sposata con Shah Ali, un cardiologo della Columbia University di Manhattan. Nel gennaio 2023, Khan ha dato alla luce il suo primo figlio, un maschio.